# Fusil-mitrailleur
Ne doit pas être confondu avec Pistolet-mitrailleur ou Mitrailleuse.

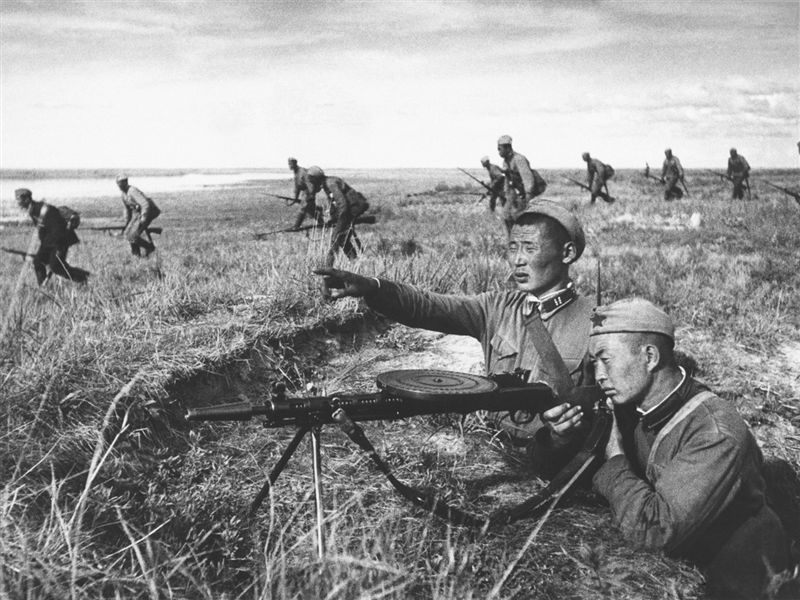
Soldats mongols utilisant un fusil-mitrailleur DP 28 lors d'affrontements avec les Japonais en 1939

Un fusil-mitrailleur est un fusil automatique à canon lourd destiné à apporter un appui feu aux fantassins. D'un encombrement similaire à la mitrailleuse légère, il en diffère par son alimentation par chargeur et non par bande et par un usage habituel juste posé sur le sol ou sur un obstacle ou un tas de débris, uniquement stabilisé par un bipied. Il utilise une munition typiquement identique à celle de l'arme de dotation normale des fantassins. Il apparait (sous la forme du Chauchat) pendant la première guerre mondiale pour accompagner l'avancée de l'infanterie, un rôle que les mitrailleuses de l'époque, trop lourdes et encombrantes pour être déplacé pendant l'attaque, ne peuvent tenir.
L'absence de possibilité de changer le canon et la capacité limitée des chargeurs (par rapport aux bandes) le limite à un rôle de renforcement ponctuel du feu et lui interdit les longs tirs de saturation. 
Utilisé massivement par les armées jusqu'en 1950, il a été supplanté par les mitrailleuses polyvalentes lorsque leur poids ont permis de les déplacer plus facilement en s'affranchissant des chargeurs lourds, encombrants et limitant la quantité tirée. L'apparition du fusil d'assaut, ayant quasiment la même puissance de feu pour un poids moindre, a contribué à son obsolescence. 

## Exemples
- Madsen (Danemark, 1902)
- Chauchat (France, 1915)
- Huot (Canada, 1917)
- Browning BAR M1918 (USA, 1918)
- MAC 24/29 (France, 1925)
- DP 28 (URSS, 1926)
- Breda M1930 (Italie, 1930)
- Browning BAR Type FN D .30 et DA1 7,62 (Belgique 1932)
- BREN (Royaume-Uni, 1935)
- Fusil-mitrailleur Type 97 (Japon, 1937)
- Charlton (Nouvelle-Zélande, 1941)
- Rieder (Afrique du sud, 1942)
- FALo , version lourd du FAL (Belgique 1953)
- Kalachnikov RPK (URSS, 1960)